# 세라믹 축전기

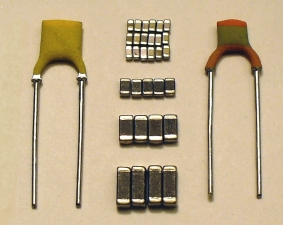
고정 리드 디스크 및 적층 세라믹 축전기(MLCC)

세라믹 축전기(영어: ceramic capacitor)는 세라믹 물질이 유전체 역할을 하는 고정값 축전기이다. 세라믹 커패시터 또는 세라믹 콘덴서(영어: ceramic condenser)라고도 한다. 세라믹 축전기는 두 개 이상의 세라믹 층과 전극 역할을 하는 금속 층으로 구성된다. 세라믹 물질의 구성은 전기적 이동과 그에 따른 활용 분야를 결정한다. 세라믹 축전기는 두 가지 활용 부류로 나뉜다.
- 클래스 1 세라믹 축전기는 공진 회로 적용시 높은 안정성과 낮은 손실을 제공한다.
- 클래스 2 세라믹 축전기는 버퍼, 바이패스 및 커플링 애플리케이션에 높은 체적 효율을 제공한다.

세라믹 축전기 중에서 특히 적층 세라믹 축전기(MLCC)는 연간 약 1조(1012)개가 사용되고 있으며, 전자 장비에서 가장 많이 생산되고 사용되는 축전기이다.
특수한 형태와 스타일의 세라믹 축전기는 전자파 장애 억제용 축전기로, 피드 수르 축전기로, 그리고 더 큰 크기에서 송신기용 전력 축전기로 사용된다.

## 적층 세라믹 축전기 (MLCC)
적층 세라믹 축전기(영어: multi-layer ceramic capacitor, MLCC)는 단자 표면을 통해 접촉되는 여러 개의 개별 축전기가 병렬로 쌓여 있는 구조이다. 모든 적층 세라믹 축전기 칩의 시작 재료는 정밀하게 결정된 첨가제에 의해 수정된 상유전성 또는 강유전성 원료의 미세하게 분쇄된 과립의 혼합물이다. 이러한 분말 물질들은 균일하게 혼합되어 있다. 혼합물의 성분과 분말 입자의 크기는 최소 10 nm 정도로, 이는 제조사의 전문성을 반영한다.

### MLCC 시장 점유율
2019년 기준 전세계 MLCC 시장 점유율은 다음과 같다.
| 순위 | 기업명        | 국적     | 시장 점유율(%) |
| ---- | ------------- | -------- | -------------- |
| 1    | 무라타 제작소 | 일본     | 40             |
| 2    | 삼성전기      | 대한민국 | 22             |
| 3    | 다이요유덴    | 일본     | 12             |
| 4    | TDK           | 일본     | 8              |
| 5    | 야교          | 대만     | 3              |
| 6    | 기타          |          | 15             |

## 같이 보기
- 축전기
- 삼성전기
- 무라타 제작소